# Saserna scissilinea
Saserna scissilinea är en fjärilsart som beskrevs av Walker 1862. Saserna scissilinea ingår i släktet Saserna och familjen nattflyn. Inga underarter finns listade.